# Apodasyini
Los apodasiínos (Apodasyini) son una tribu de coleópteros crisomeloideos de la familia Cerambycidae.

## Géneros
Tiene los siguientes géneros:
- Anaesthetis - Anaesthetomorphus - Arhopaloscelis - Clytosemia - Cylindilla - Deroplia - Miccolamia - Mimectatina - Quasimesosella - Rhopaloscelis - Sophronica - Terinaea - Ussurella[1]